# Boggle

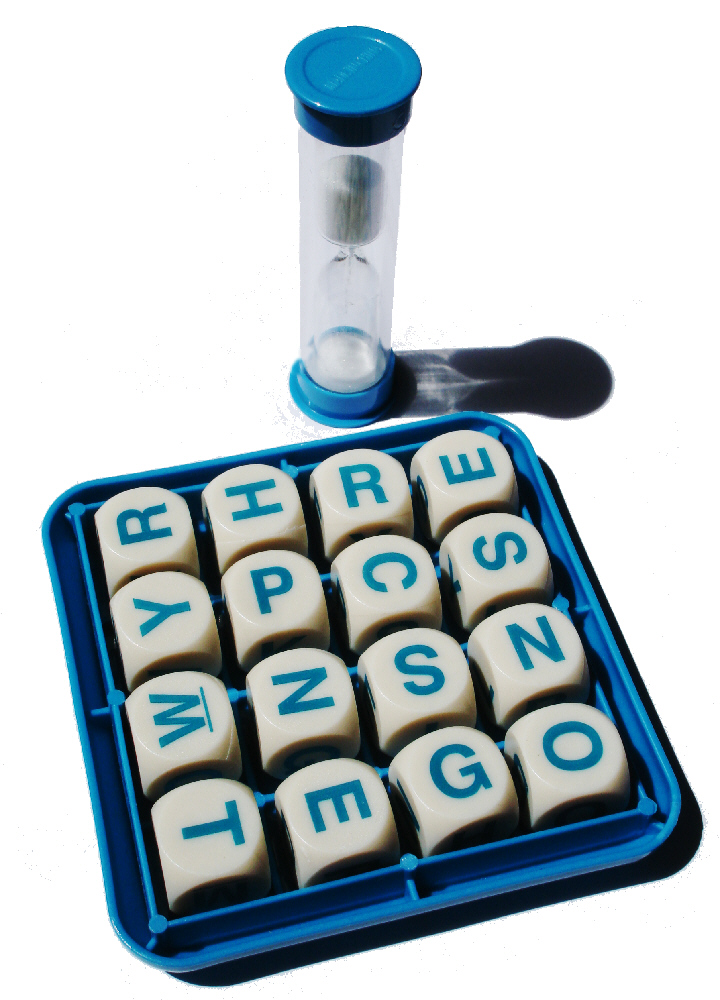
Boggle

Boggle je společenská hra navržená Allanem Turoffem, která je založená na skládání slov z kostek popsaných písmeny. Hra není limitována počtem hráčů, kteří mají za určitý časový úsek najít co nejvíce slov. Slova vznikají propojením písmen na vzájemně sousedících kostkách bez toho, aniž by se jedna kostka opakovala v daném slově vícekrát. Slova musí být delší než dvě písmena a různě dlouhá slova mají různé bodové ohodnocení.
V české verzi je možno používat slova ve všech pádech, číslech a všech slovních druhů.